# Sir Sagramore le Disirous

Blasón de Sagramore.

Sir Sagramore de Hungría (o Sagremor) es uno de los Caballeros de la Mesa Redonda en la Materia de Bretaña. Su personalidad varía de historia a historia, pero es sorprendentemente amplia; aparece en muchas historias antiguas como en las obras de Chrétien de Troyes, y también es recurrente en las versiones cicliclas. Tiene muchos sobrenombres, entre ellos "El impetuoso" y "le Desirous."

## Sagramore en el Lanzarote-Grial
Según la historia el Lazarote-Grial, Sagramore es el hijo del rey de Hungría y de la hija del emperador bizantino; por consiguiente también heredero del trono de Constantinopla. Su padre, el rey húngaro murió cuando él era aún muy joven, y su madre aceptó la proposición del rey Brandegoris de Estangore de la región Británica del Sur. Cuando él tenía 15 años viajó con su madre a Inglaterra para unirse a los caballeros del rey Arturo. Luego de su llegada a Inglaterra, Sagramore enfrentó en combate a los enemigos sajones de Arturo, y recibió asistencia de Sir Gawain (el sobrino del mítico rey) y sus hermanos. Tras esto los miembros de este grupo fueron armados caballeros por Arturo.
El Lanzerote-Grial lo describe como un caballero bueno, pero propenso a caer en la ira rápidamente. Cuando peleaba, entraba en un frenesí no muy diferente al espasmo desfigurante del heore irlandés Cúchulainn; cuando se calmaba, tenía hambre y se sentía mal. Sir Kay le dio el sobrenombre de "Morte Jeune" (el joven muerto), puesto que entraba también en una suerte de estado epilépitico. El Lanzerote-Grial recuenta muchas de sus aventuras, frecuentemente centradas en rescatar damiselas, y menciona que tuvo una hija que fue criada en la corte del rey Arturo por la reina Ginebra. La hija de su media hermana, Brandeforis, Claire se enamoró de Sir Bors y se acostó con él; su hijo fue Elyan el Blanco. Sagramore murió por la mano de Mordred en la batalla de Camlann, como uno de los últimos caballeros sobrevivientes de Arturo.

## Otras historias
El Ciclo Post-Vulgata desarrolla una trama histórica algo diferente de Sagramore de Hungría. Tras haber arribado a Britania, su familia rescató a Mordred del mar (temiendo que la profecía de Merlín de que un niño nacido el primer día de mayo lo destruiría, por lo cual Arturo había enviado al infante en una barcaza a la deriva) y lo crio como suyo con Sagramore como su hermanastro. En la prosa de Tristán, Sagramore es presentado como un cercano amigo de este caballero, e inclusive lo alerta al resto de la mesa redonda de su muerte. En "La muerte de Arturo" de Sir Malory (Le Morte d'Arthur), la valentía de Sagramore varia de situación en situación; usualmente suele perder justas ante caballeros mejores, pero en otras oportunidades es un caballeros destacado. El también es tema de un romance fragmentado en idioma alemán antiguo, Segremors, donde describe su viaje a una remota isla gobernada por un hada, y su no deseado combate contra su amigo Gawain.
En el libro de caballerías portugués Triunfos de Sagramor (publicado en 1554 y reimpreso en 1567) Sagramor llega a ser rey después de la muerte de Arturo e instituye una segunda Tabla Redonda.
Sagramore aparece con cierta regularidad en las leyendas arturicas modernas. En la obra de Alfred, Lord Tennyson "Merlin y Vivien", uno de los siervos del rey, el termina en un lecho con una damisela, pensando que él está en su propia habitación; para salvar su reputación los dos se unen en matrimonio, pero su pureza y bondado hace feliz el matrimonio. El caballero aparece en el musical Camelot y fue interpretado por Peter Bromilow en la versión cinematográfica de la obra. Sagramore fue llevado a la vida por William Bendix en la versión de la película de 1949 A Connecticut Yankee in King Arthur's Court. En la novela El Rey del Invierno de Bernard Cornwell, "Sagramor" es plasmado como un bravo guerrero nubio del antiguo ejército romano.

## Trasfondo histórico del personaje
Como es de suponerse, el personaje de Sagramore es netamente ficticio, sin embargo existieron varios monarcas húngaros medievales que desposaron a hijas o parientes cercanas de emperadores bizantinos. Entre algunos se hallaba Geza I de Hungría (1040 – 1077) quien se casó con Sinodia, sobrina del emperador Nicéforo III. Por otra parte Esteban IV de Hungría (1132 - 1165) se casó con María Comnena sobrina del emperador Manuel I Comneno, y después Bela III de Hungría (1148 - 1196) con Inés de Antioquía. Bela IV de Hungría (1206 - 1270) tomó como esposa a María Laskarina, y el rey cruzado Andrés II de Hungría (1175 - 1235), se casó con Yolanda de Courtenay, hija del emperador Latino Pedro de Courtenay, de manera que el concepto de que un rey húngaro y una princesa bizantina eran pareja, no era en absoluto algo ajeno para la consciencia popular de los habitantes de la Europa Medieval. Por otra parte la mayoría de estos monarcas murieron dejando hijos y consortes que eventualmente no reclamaron el trono húngaro, dando paso a toda clase de leyendas e historias sobre el paradero de sus descendientes, lo que pudo de la misma manera avivar la creatividad de los novelistas del Medioevo.